# Санджактутан, Хафсанур
Хафсану́р Санджактута́н (тур. Hafsanur Sancaktutan; род. 20 марта 2000, Стамбул) — турецкая актриса

 театра и телевидения.

## Биография и карьера
Хафсанур Санджактутан родилась 20 марта 2000 года в Стамбуле (Турция). Её отец родом из Ризе, а мать, имеющая лазское происхождение, эмигрировала в Турцию из Аджарии. Ещё во времена учёбы в средней школе, Санджактутан начала играть в театральных постановках и стала лауреатом нескольких театральный премий. После окончания школы, она обучалась актёрскому мастерству на курсах у Лейлы Чирин.
Дебютной ролью Санджактутан на телевидении стала Фидан Ташкан в телесериале «Гюльпери» (2018—2019). В 2019 году она сыграла роль Ады Мерьем Варлы в телесериале «Любовь заставит плакать». В 2021 году Санджактутан сыграла роль Ягмур Кара в телесериале «Последнее лето», а после окончания сериала снималась в рекламных роликах и стала рекламным лицом молодёжного приложения «Bana Bak». В 2022 году она сыграла роль Синем в интернет-сериале «Между миром и мной». В 2023 году сыграла роль Лейлы Кёкдал в телесериале «Если сильно полюбишь».
В 2024 году заняла главную роль в сериале «черное сердце» сыграв девушку по имени Мелек.

## Фильмография
| Год       |   | Русское название        | Оригинальное название | Роль                   |
| --------- | - | ----------------------- | --------------------- | ---------------------- |
| 2018—2019 | с | Гюльпери                | Gülperi               | Фидан Ташкан           |
| 2019      | с | Любовь заставит плакать | Aşk Ağlatır           | Ада Мерьем Варлы       |
| 2021      | с | Последнее лето          | Son Yaz               | Ягмур Кара             |
| 2022      | с | Между миром и мной      | Dünyayla Benim Aramda | Синем                  |
| 2022      | с | В пух и прах            | Darmaduman            | Дерин                  |
| 2023      | с | Если сильно полюбишь    | Ya Çok Seversen       | Лейла Кёкдал / Арджалы |